# Нородом Сиамони
Его Величество Но́родом Сиамо́ни (кхмер. នរោត្ដម សីហមុនី; род. 14 мая 1953, Пномпень, Камбоджа) — король Камбоджи с 14 октября 2004 года, сын короля Нородома Сианука и королевы Монинеат. Бывший постоянный представитель Камбоджи в ЮНЕСКО.

## Титул
До коронации носил титул: «Сдать Кром Кхун» (ស្តេចក្រុមឃុន), который можно приравнять к титулу великого князя. Его королевский титул по-кхмерски записывается как ព្រះករុណា ព្រះបាទសម្ដេច ព្រះបរមនាថ នរោត្ដម សីហមុនី ព្រះមហាក្សត្រនៃព្រះរាជាណាចក្រកម្ពុជា (Прэах Какруна, Прэах Бат Самдать, Прэах Баром Неат Норотдам Сэйхамуни,  Прэах Меакхаксат ней Прэах Реатьеанатяк Кампутьеа) и в приблизительном переводе означает «Его величество, король Королевства Камбоджа Нородом Сиамони». Имя «Сиамони» состоит из двух морфем — частей имён его матери и отца: Сианук и Монинеат.

## Биография

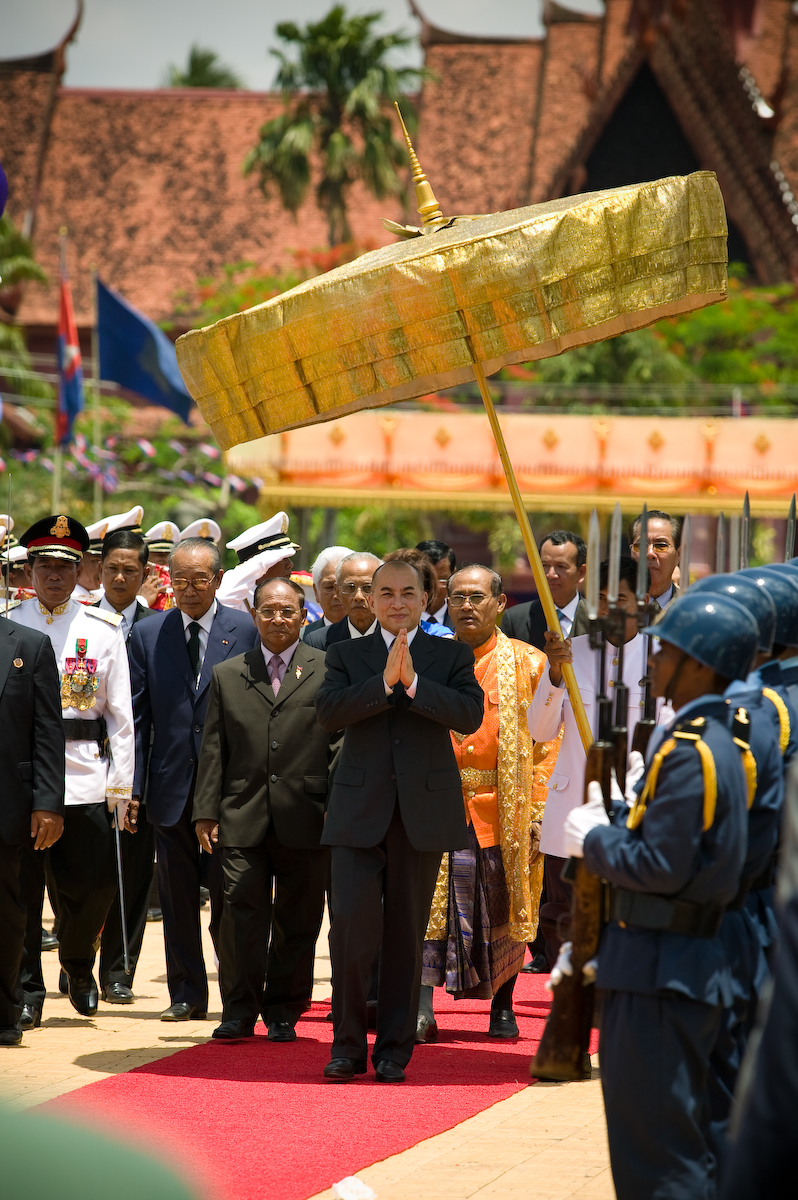
Нородом Сиамони в Пномпене в мае 2008 года

Сиамони родился в 1953 году. Его мать, Монинеат приходится внучкой по матери принцу Нородому Дунгчаку и дочерью Жану-Франсуа Иззи, французско-итальянскому банкиру. Неизвестно, была ли она официальной конкубиной короля. По утверждению сайта «The Royal Ark» Сианук и Монинеат женились дважды: 12 апреля 1952 года и «более формально» 5 марта 1955 года. Там же Монинеат называют одной из 2-х главных жён Сианука. От других женщин у Сианука родилось 12 детей — единокровных братьев и сестёр Нородома Сиамони; его единственный полнородный брат — принц Нородом Нариндрапонг (1954—2003).
Бо́льшую часть жизни прожил за пределами Камбоджи. В 1962 году Сианук послал его в Прагу, где он получил начальное и среднее образование, обучался в Академии Музыкальных искусств, учился классическим танцам. Жил в Праге до 1975 года. Свободно владеет французским и чешским языками, хорошо говорит по-русски и по-английски. Во время переворота Лон Нола в 1970 году Сиамони остался в Чехословакии.
В 1975 году принц покинул Прагу и начал изучать киноискусство в Северной Корее, а в 1977 году, при правлении красных кхмеров, вернулся в Камбоджу. Вскоре правительство упразднило монархию. Сиамони был арестован и пребывал под домашним арестом до Вьетнамского вторжения в 1979 году. В 1981 году Сиамони переехал во Францию, где занимался балетом, а позже стал президентом Кхмерской ассоциации танцев. Сиамони прожил во Франции около 20 лет, но при этом часто посещал Прагу.
В 1993 году, уже будучи принцем, был назначен послом Камбоджи в ЮНЕСКО. До этого он отказался от должности посла Камбоджи во Франции.
14 октября 2004 года, через неделю после неожиданного отречения короля Сианука, специальный совет из девяти членов избрал Сиамони королём Камбоджи. Избрание Сиамони было закреплено подписями премьер-министра Хун Сена и спикера Национальной ассамблеи, брата нового короля Нородома Ранарита. Официально Нородом Сиамони взошёл на трон в день коронации 29 октября.
12 декабря 2008 года Сиамони назначил двадцать шесть членов королевской семьи во двор советников. Главой совета был назначен его брат по отцу принц Нородом Ранарит. Другие члены двора — принц Сисоват Сирират, принцесса Нородом Мари (отстранённая жена Нородома Ранарита), принц Сисоват Томико.
Сиамони никогда не был женат, и поэтому не имеет прямого потомка на королевский престол. Однако большой проблемой это не является, так как короля Камбоджи назначает и утверждает специальный совет, даже если у монарха есть наследник.

## Награды
| Страна   | Дата            | Награда                                     | Награда                                     | Литеры |
| -------- | --------------- | ------------------------------------------- | ------------------------------------------- | ------ |
| Камбоджа | 29 октября 2004 | Суверен Большого ордена Национальных заслуг | Суверен Большого ордена Национальных заслуг |        |
| Камбоджа | 29 октября 2004 | Суверен Национального ордена Независимости  | Суверен Национального ордена Независимости  |        |
| Камбоджа | 29 октября 2004 | Суверен Королевского ордена Камбоджи        | Суверен Королевского ордена Камбоджи        |        |
| Камбоджа | 29 октября 2004 | Суверен Королевского ордена королевы        | Суверен Королевского ордена королевы        |        |
| Камбоджа | 29 октября 2004 | Суверен Королевского ордена Сахаметреи      | Суверен Королевского ордена Сахаметреи      |        |
| Камбоджа | 29 октября 2004 | Суверен Королевского ордена Соватхары       | Суверен Королевского ордена Соватхары       |        |
| Камбоджа | 29 октября 2004 | Суверен Королевского ордена Монисерапхон    | Суверен Королевского ордена Монисерапхон    |        |

| Страна  | Дата      | Награда                                 | Награда                                 | Литеры |
| ------- | --------- | --------------------------------------- | --------------------------------------- | ------ |
| Франция | 2010—     | Кавалер Большого креста                 | ордена Почётного легиона                |        |
| Франция | 2004—2010 | Великий офицер                          | ордена Почётного легиона                |        |
| Япония  | 2010      | Кавалер Большой ленты ордена Хризантемы | Кавалер Большой ленты ордена Хризантемы |        |

## Комментарии
1. ↑  Кроме того, у Нородома Сианука было ещё 5 жён, имевших более низкий ранг[6].